# Dichagyris eremica
Dichagyris eremica är en fjärilsart som beskrevs av Hans Georg Amsel 1935. Dichagyris eremica ingår i släktet Dichagyris och familjen nattflyn. Inga underarter finns listade i Catalogue of Life.